# Jorge Camacho
Jorge Camacho  (5. ledna 1934 – 30. března 2011) byl kubánský malíř, spisovatel a esoterik.

## Život
V roce 1952 začal studovat malířství. Roku 1959 přijel do Paříže, kde se setkal se svým přítelem, sochařem Augustínem Cárdenasem. Po své výstavě v galerii Cordier v roce 1960, básnířka Joyce Mansourová jej představí André Bretonovi a od té doby se účastnil surrealistického hnutí.
Jorge Camacho byl jedním z těch, kteří zůstali věrni surrealismu po smrti André Bretona; s Vincentem Bounourem, který na jeho malby napsal krásné poetické texty, s Jeanem Benoîtem a Joyce Mansourovou, které ilustruje básně.
V roce 1967 navštívil Havanu (Kuba) a vrátil se zklamán z tamějších poměrů. V roce 1971 navštívil Československo. kde se setkal se členy surrealistické skupiny a navázal s nimi spolupráci (korespondenční kresby a společný obraz s M. Stejskalem).
Uspořádal poté velké výstavy v Mexiku a Caracasu (1975). Od té doby pravidelně vystavoval v Paříži, Ženevě a Barceloně. Vášnivě se zabýval ornitologií, dělil svůj čas mezi Andalusii a Paříž a stále více se věnoval i studiu hermetické filosofie. Seznámil se tehdy s renomovanými znalci esoterismu René Alleauem a Eugenem Canselietem.
Až do své smrti v roce 2011 žil Jorge Camacho v Paříži, s přestávkami, kdy navštěvoval jihoamerické a španělské ptačí rezervace. 

## Publikace
- 1968 L'arbre acide, (pod pseudonymem Ohcamac), Editions surréalistes, Paříž
- 1978 Heraldique Alchimique Nouvelle, (s A. Grugerem a E. Canselietem), Le Soleil Noir, Paříž
- 1991 Le hibou philosophe, Edition de la Pierred'Alun, Brusel
- 1991 La cathédrale de Séville et le bestiaire hermétique du portail de Saint-Christophe et de l'Immaculée Conception, (s B. Rogerem), Fondation P. F. Lambert, Paříž
- 1995 Mythe d'Isis et d'Osiris, La table d'emeraude, Paříž

## Výstavy /výběr
- 1967 HARR, (katalog J. Pierre), galerie Mathias Fels, Paříž
- 1969 Le Ton Haut, (katalog B. Roger), galerie Mathias Fels, Paříž
- 1976 La Danse de la Mort, (katalog René Alleau), galerie de Seine, Paříž
- 1982 Histoire des oiseaux, (katalog J. Dupin), galerie Maeght, Paříž
- 1984 La philosophe dans le paysage (katalog J. Mansourová), galerie A. Loeb, Paříž
- 1984 Defi insulaire, galerie J. Storme, Lille
- 1993 Histoire de chaman, (katalog B. Roger), galerie Vallois, Paříž
- 1993 Cibles (Pocta Toyen), (katalog Annie Le Brun,) galerie G. Cohen, Paříž